# Chaetodon tricinctus
Chaetodon tricinctus là một loài cá biển thuộc chi Cá bướm (phân chi Discochaetodon) trong họ Cá bướm. Loài này được mô tả lần đầu tiên vào năm 1901.

## Từ nguyên
Tính từ định danh tricinctus được ghép bởi hai âm tiết trong tiếng Latinh: tiền tố tri ("ba") và cinctus ("quấn quanh mình"), hàm ý đề cập đến ba dải đen trên cơ thể của loài cá này.

## Phạm vi phân bố và môi trường sống
C. tricinctus là loài đặc hữu của Úc, được tìm thấy dọc theo bờ đông của đảo quốc này, cũng như các rạn san hô vòng và hải đảo trên biển Tasman, gồm rạn san hô Elizabeth, rạn san hô Middleton, đảo Lord Howe và đảo Norfolk. Đây là loài cá bướm phong phú nhất ở đảo Lord Howe. Mật độ của C. tricinctus cao hơn 3 lần so với loài cá bướm phong phú thứ hai, là Chaetodon melannotus.
C. tricinctus sống tập trung ở những khu vực mà san hô phát triển phong phú trên các rạn viền bờ hay trong đầm phá, được tìm thấy ở độ sâu đến ít nhất là 15 m.

## Mô tả
C. tricinctus có chiều dài cơ thể lớn nhất được ghi nhận là 15 cm. Loài này có màu trắng (phớt vàng) với hai dải đen dày ở mỗi bên thân. Đầu có một dải vàng nâu băng dọc qua mắt. Miệng có đốm cam. Gốc vây ngực có một vạch màu vàng cam băng ngang qua. Vây lưng và vây hậu môn có dải viền cam ở rìa. Vây đuôi màu cam (rìa sau trong suốt), cuống đuôi trắng. Vây ngực trong suốt. Vây bụng trắng.
Số gai ở vây lưng: 12; Số tia vây ở vây lưng: 21; Số gai ở vây hậu môn: 3; Số tia vây ở vây hậu môn: 17–18; Số gai ở vây bụng: 1; Số tia vây ở vây bụng: 5.

## Sinh thái học

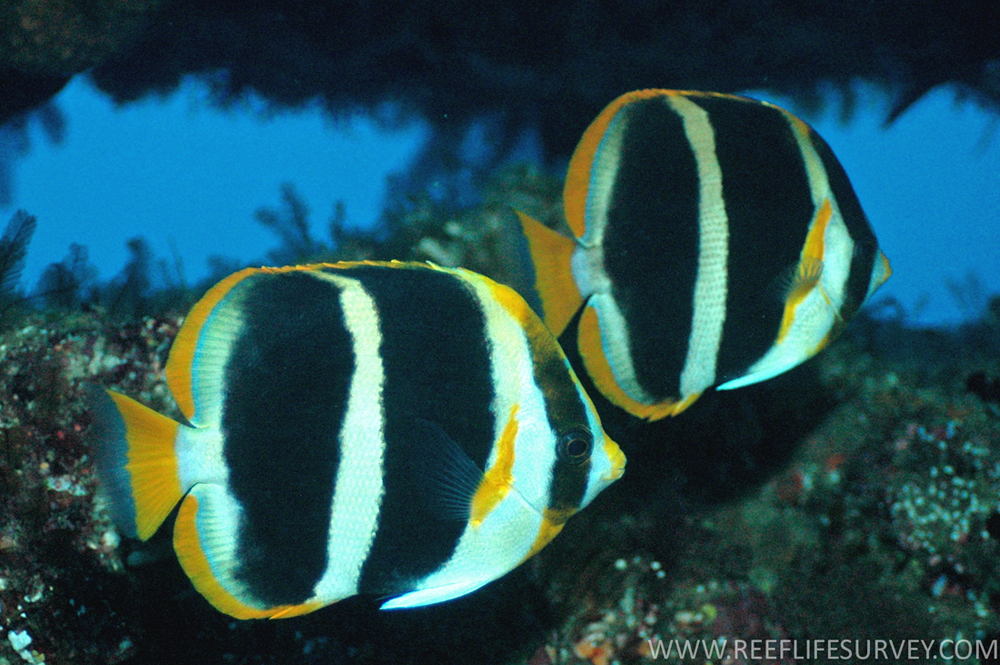
Một đôi C. tricinctus

Thức ăn của C. tricinctus chủ yếu là động vật phù du. Tuy cũng ăn san hô (chủ yếu là san hô cứng) nhưng C. tricinctus không hoàn toàn phụ thuộc vào nguồn thức ăn này.
C. tricinctus có thể kết đôi với nhau hoặc hợp thành những nhóm nhỏ.

## Thương mại
C. tricinctus ít khi xuất hiện trong ngành kinh doanh cá cảnh.